# Aratürük
Aratürük, även känt som Yiwu, är ett härad som lyder under prefekturen Hami i Xinjiang-regionen i nordvästra Kina.